# 瑪麗亞·艾瑪莉亞 (西班牙)
瑪麗亞·艾瑪莉亞（西班牙語：María Amalia de Borbón，1779年1月9日—1798年7月22日），西班牙國王卡洛斯四世的第三女。

## 家庭
1795年，瑪麗亞·艾瑪莉亞與叔叔安東尼奧·帕斯卡結婚。兩年後，瑪麗亞·艾瑪莉亞在產下一名死胎後因感染去世，年僅19歲。